# کشته‌شدن پریسا بهمنی
پریسا بهمنی (۱ اردیبهشت ۱۳۴۹ – ۵ آبان ۱۴۰۱) جراح عمومی اهل زنجان بود که در جریان خیزش ۱۴۰۱ ایران کشته شد.

## کشته‌شدن
پریسا بهمنی یک جراح عمومی اهل زنجان بود که در جریان اعتراضات سراسری ایران و در تجمع ۴ آبان ۱۴۰۱ پزشکان در مقابل ساختمان نظام پزشکی تهران، از سوی نیروهای امنیتی جمهوری اسلامی مورد حمله قرار گرفته و کشته شد.

## ادعای حکومت
به ادعای دادستان تهران، درگذشت پریسا بهمنی، ارتباطی با تجمعات مقابل سازمان نظام پزشکی نداشت.
اساساً مسئولان حکومت جمهوری اسلامی دلیل کشته‌شدن معترضان را خودکشی، بیماری زمینه‌ای، گاز گرفتن سگ و حتی شلیک معترضان به یکدیگر اعلام می‌کنند.